# Національний парк Зінаве
Національний парк Зінаве (Parque Nacional do Zinave або PNZ) — охоронна територія в окрузі Маботе провінції Іньямбане, Мозамбік, створена указом від 26 червня 1973 року.
Парк простягається на південь від річки Саве, займаючи площу 4,000 км². У 1962 році ці землі були оголошені мисливською територією під управлінням Mozambique Safariland, а в 1973 році стали національним парком. Область являє собою перехід між вологими та сухими тропічними зонами та має річну кількість опадів близько 800 мм або менше. Найвища висота в парку 174 м.

## Екологія
У звіті за 2010 рік говориться, що парк Зінаве до недавнього часу залишався занедбаним, а більша частина дикої природи була знищена браконьєрством. Види, які локально вимерли або близькі до вимирання, включали чорного носорога, капського буйвола, гепарда, редунку, канну, слона, жирафу, гну Ліхтенштейна, чалу антилопу, чорного шаблерога, плямисту гієну, антилопу гну та зебру Селуса. 
У парку зростає щонайменше 41 вид трав. Річковий ліс знаходиться на берегах на південь від річки, з різними деревами, що досягають висоти до 20 м. Далі від річки розташовані ліси Acacia nigrescens, що охоплюють 10,5% парку, зливаючись із ландшафтами мопане та міомбо на півдні. Ландшафт мопане зустрічається на більш важких ґрунтах і охоплює 37,5% території парку, де переважають закриті ліси. Піщаний ландшафт, що складається з відкритих лісів на глибоких червонуватих піщаних ґрунтах, займає 16,7% території парку. Нарешті, ландшафт міомбо охоплює 29,5% парку та включає відкриті луки та водно-болотні угіддя. 
У середині 2017 року Національному парку було передано 6000 тварин, які будуть переселені протягом трьох років.

Схематична карта транскордонного парку Великого Лімпопо із Зінаве на північному сході

Станом на 2010 рік близько 4200 людей жили в межах парку, займаючись натуральним господарством, переважно в ландшафті міомбо. 
Відносно невеликий відсоток парку культивується, і вплив на навколишнє середовище, ймовірно, низький. Люди вибірково вирубують дерева на деревину для будівництва будинків і загонів для худоби, а також для різьблення. Вони використовують траву для накриття соломою та знімають кору з дерев, щоб робити вулики, через що дерева гинуть. Люди також широко використовують лікарські рослини і плоди. Велика рогата худоба та кози пасуться в межах парку, але лише в невеликій кількості з легким випасом. 

## Плани
Парк є частиною Транскордонного парку Великий Лімпопо, який також включає Національний парк Банін, Національний парк Крюгера в ПАР та Національний парк Гонорежу в Зімбабве, а також низку приватних і державних природоохоронних зон, що межують із транскордонним парком у Південній Африці та Зімбабве. Проект транскордонного парку Великого Лімпопо включає ініціативу щодо відновлення екосистеми річки Лімпопо. Сьогодні його загальна площа біля 38,000 км², проте планується його розширення до 100,000 км². Ландшафти в регіоні переважно незаймані і придатні для реінтродукції видів, які жили там, але були винищені під час громадянської війни. Спочатку тварини будуть реінтродуковані в заповідники для забезпечення їх безпеки. 